# Kirchenschiff

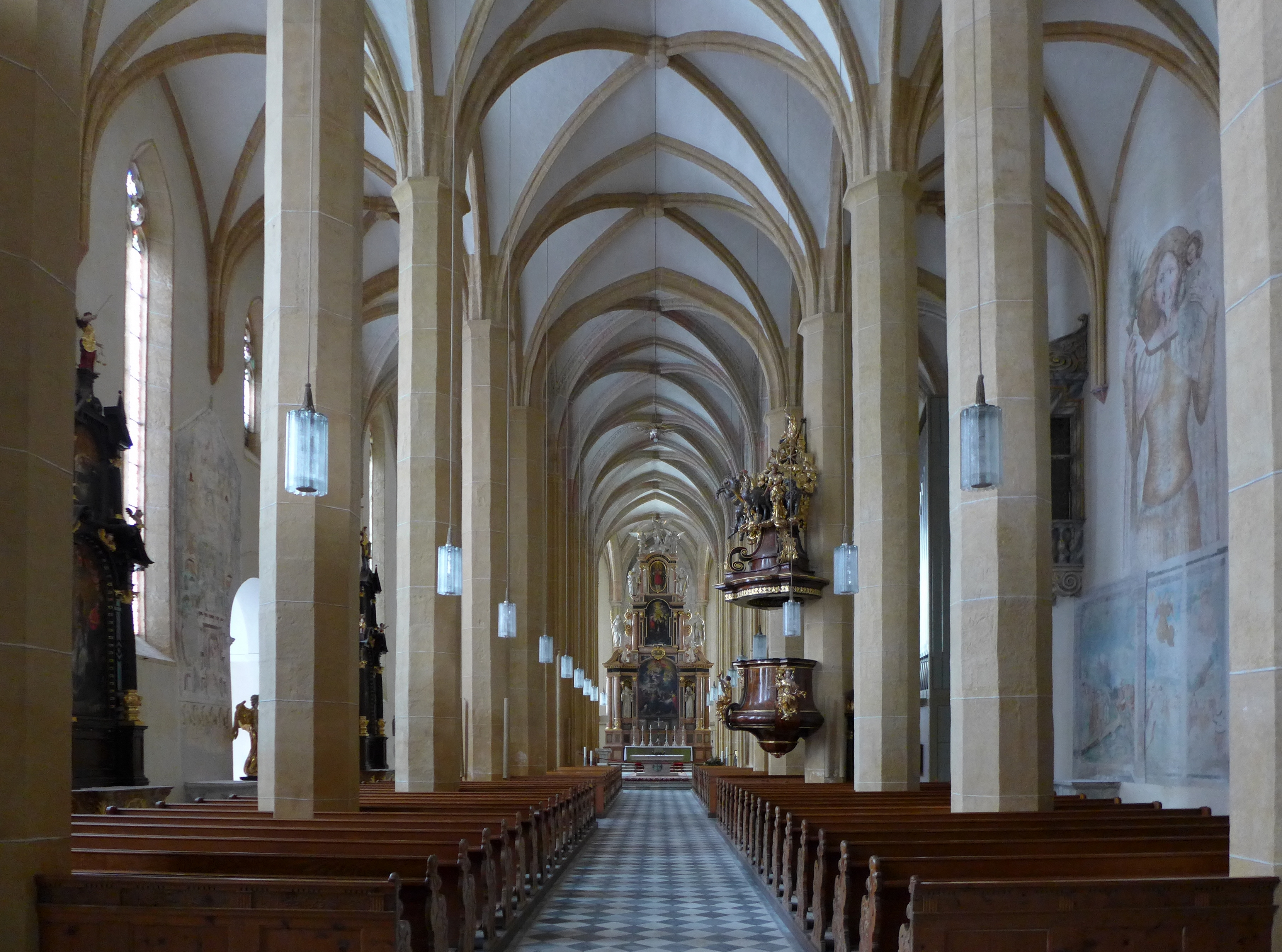
Drei Längsschiffe im Langhaus der gotischen Stiftskirche im Stift St. Lambrecht, Steiermark

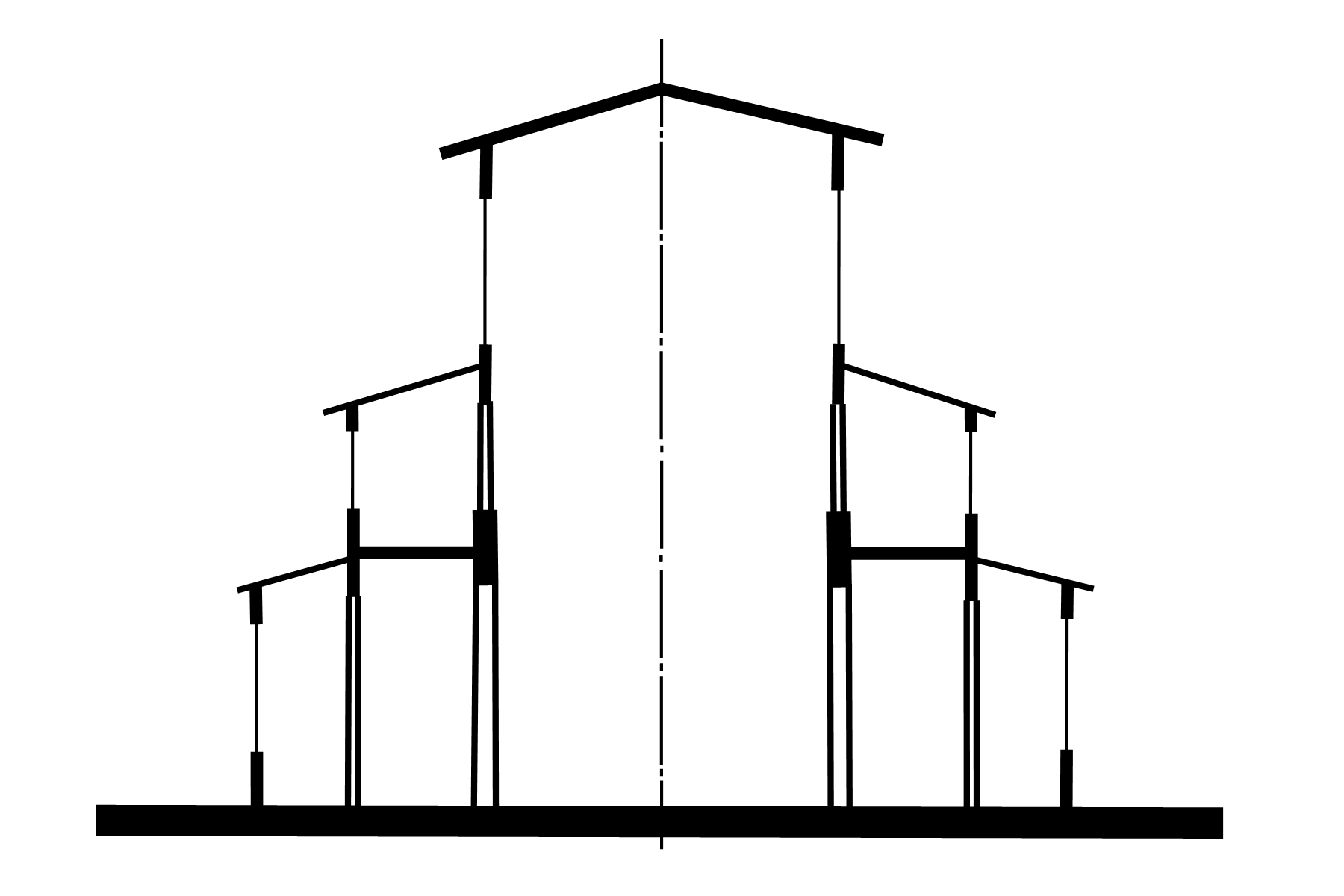
Bauschema einer klassischen fünfschiffigen Basilika, Querschnitt. Das mittlere Hauptschiff ist höher als die niedrigen Seitenschiffe.

Als Kirchenschiffe bezeichnet man die Längsräume von Kirchen. Hat eine Kirche mehrere Schiffe, so sind diese durch Scheidewände mit Arkadenreihen voneinander abgeteilt.

## Bauformen
Während Saalkirchen einschiffig sind, bestehen Kirchen oft aus mehreren parallel angeordneten Raumteilen, „Schiff“ genannt, die unterschiedliche Breiten und Höhen haben können. Eine Basilika ist eine Kirche, deren mittleres Schiff höher ist als die Seitenschiffe, wobei das Mittelschiff über eigene Fenster im Obergaden verfügt. Eine Hallenkirche dagegen hat gleich hohe Schiffe, so dass das Mittelschiff über keine eigene Fensterzone verfügt, da es die benachbarten Schiffe nicht überragt. Zudem gibt es auch Zwischentypen aus diesen Bauformen, wie Pseudobasilika und Staffelhalle, bei denen die Schiffe in der Höhe abgestuft sind, aber nicht wie bei einer echten Basilika über eine Fensterzone verfügen. Als Wandpfeilerkirche bezeichnet man Saalbauten, bei denen wandgebundene Pfeiler von den Wänden her in das Kircheninnere hervortreten, so dass an den Längswänden zwischen den Pfeilern einzelne Raumteile entstehen. Beim Raum eines Zentralbaus wird in der Regel nicht von einem Schiff gesprochen.

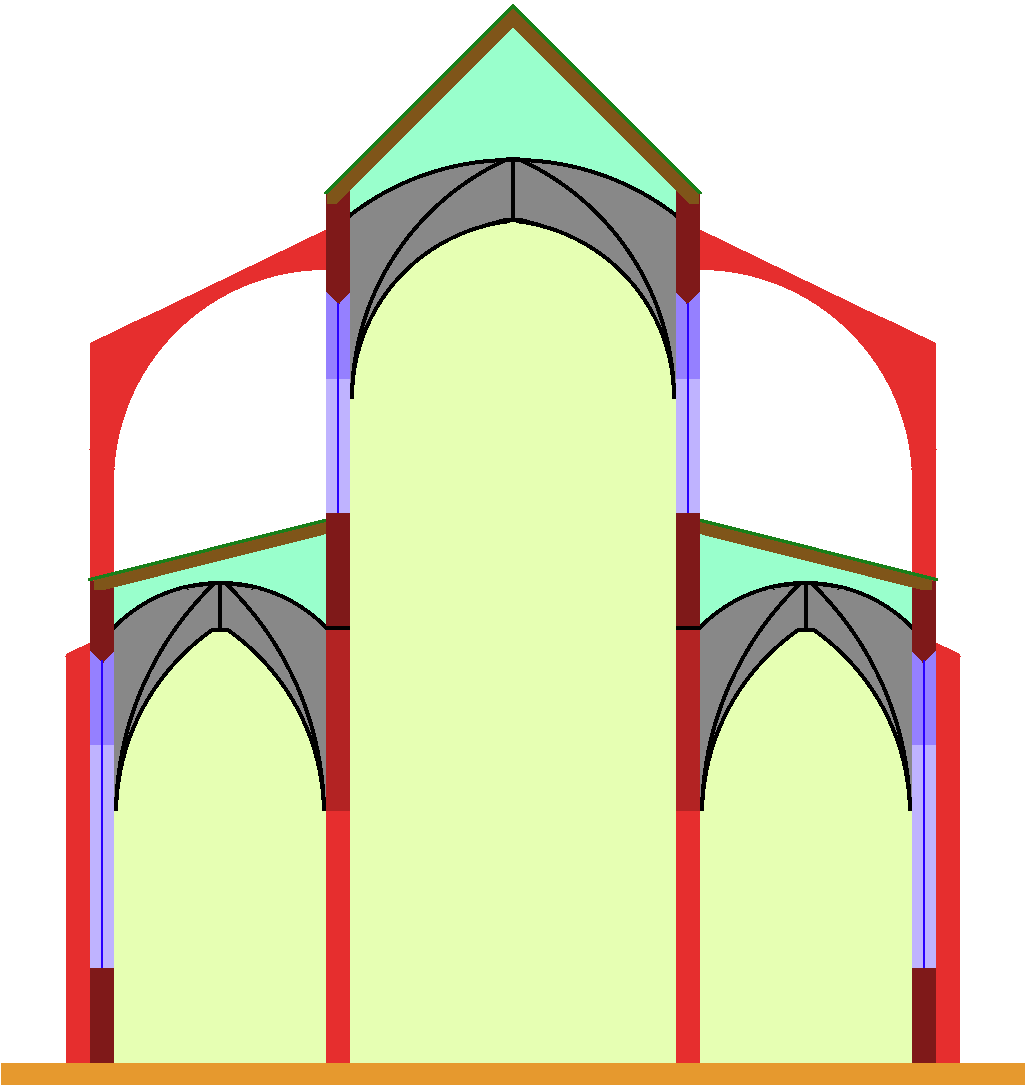
Basilika, Mittelschiff mit Obergaden (Fenster über den Seitenschiffen)
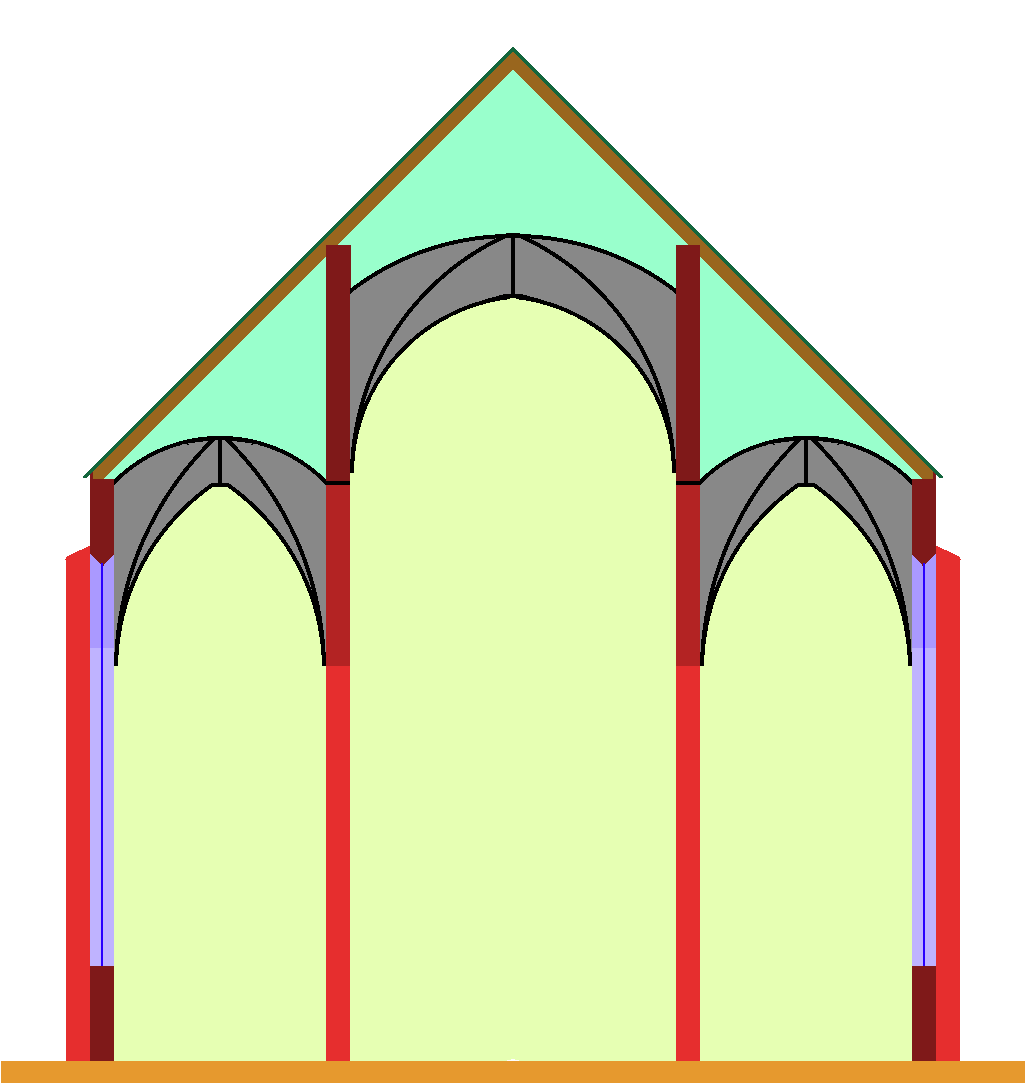
Pseudobasilika, Mittelschiffsgewölbe oberhalb der Seitenschiffsgewölbe, aber keine Obergaden
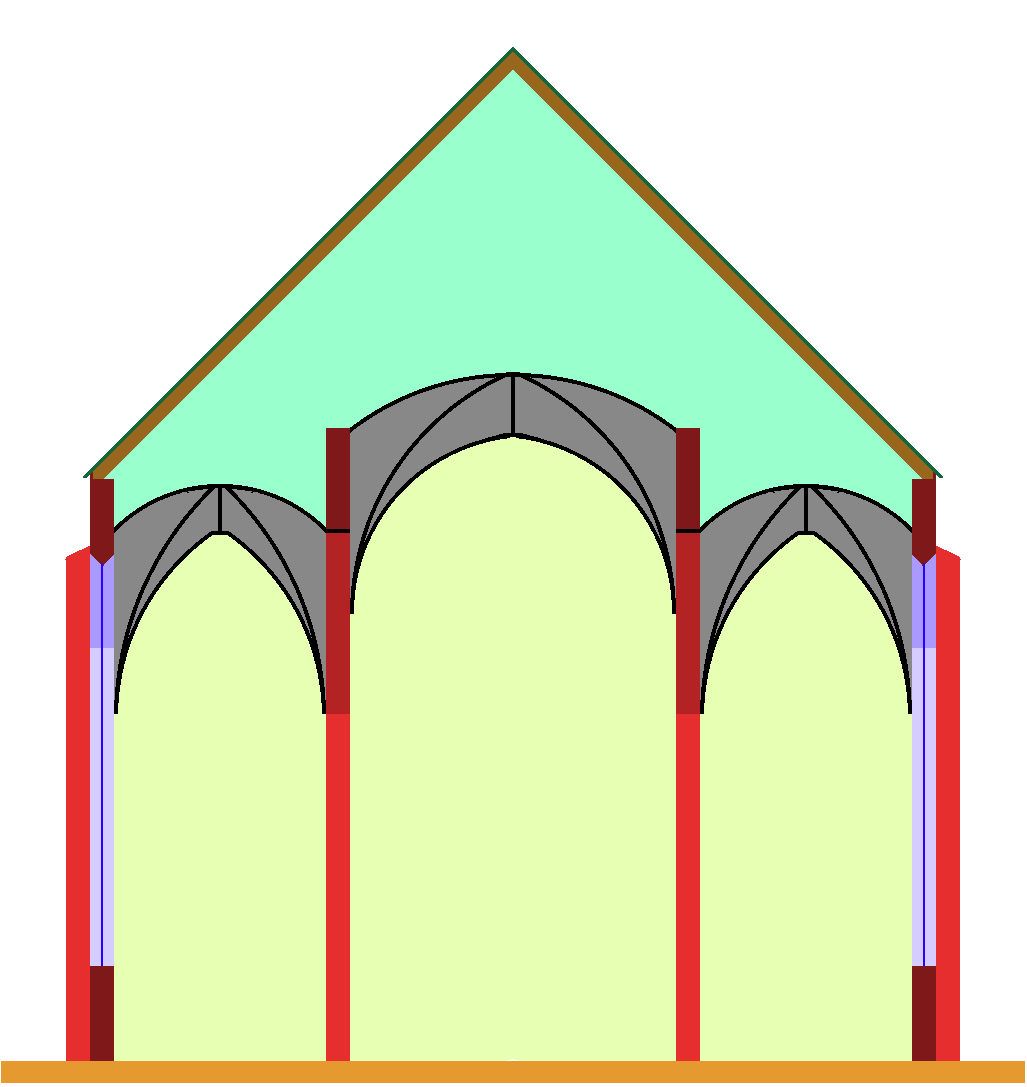
Staffelhalle, Mittelschiff etwas höher, aber keine ganze Etage
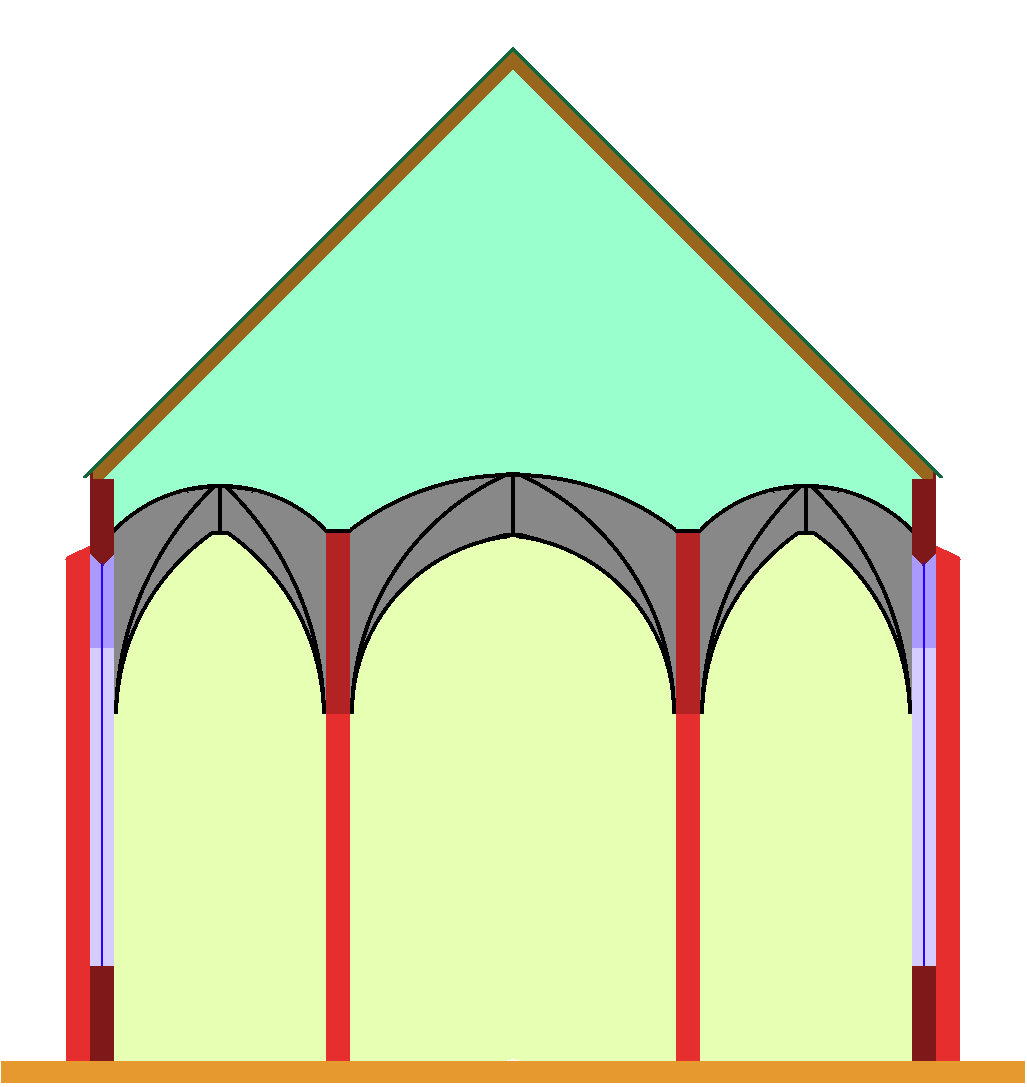
Hallenkirche, alle Gewölbe gleich hoch
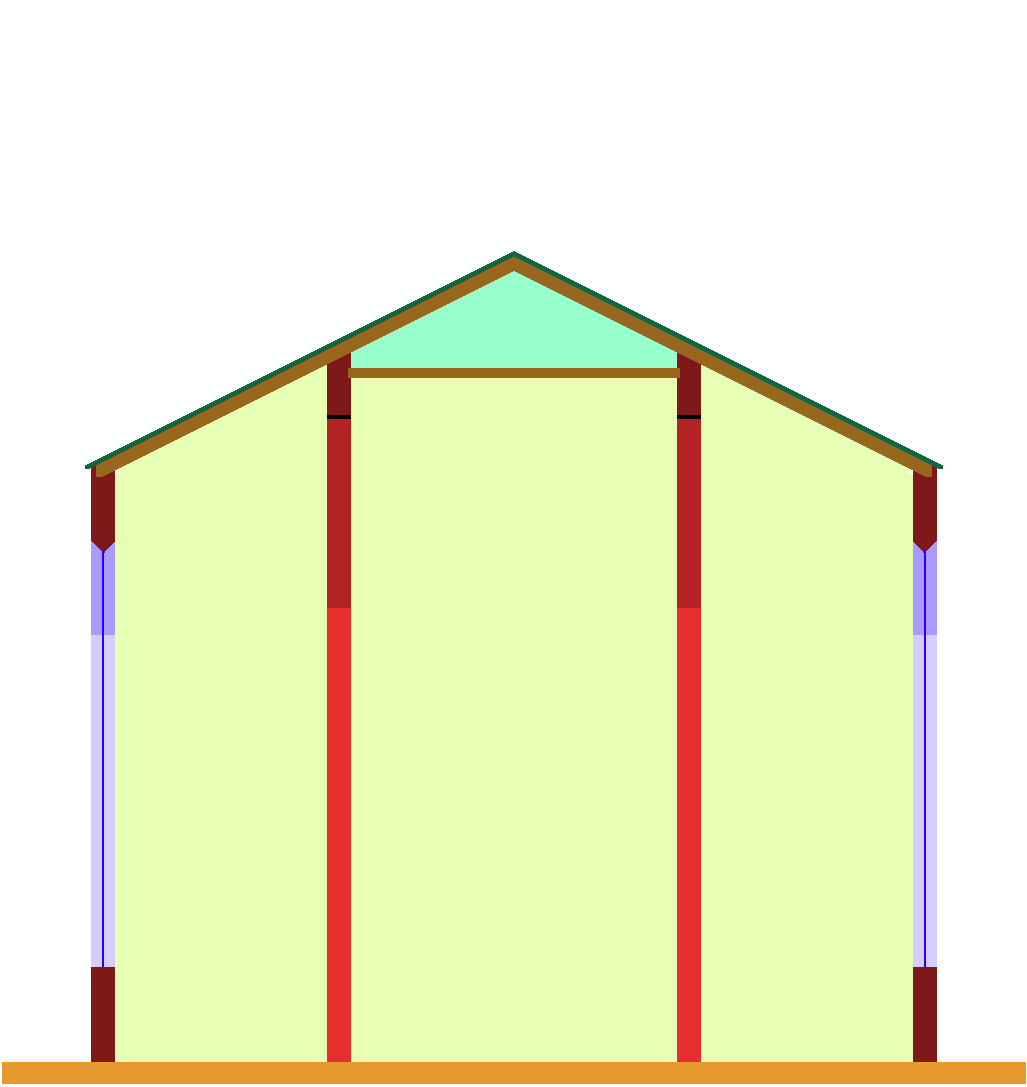
Hallenkirche mit flacher Mittelschiffsdecke und leicht geneigten Seitenschiffsdecken
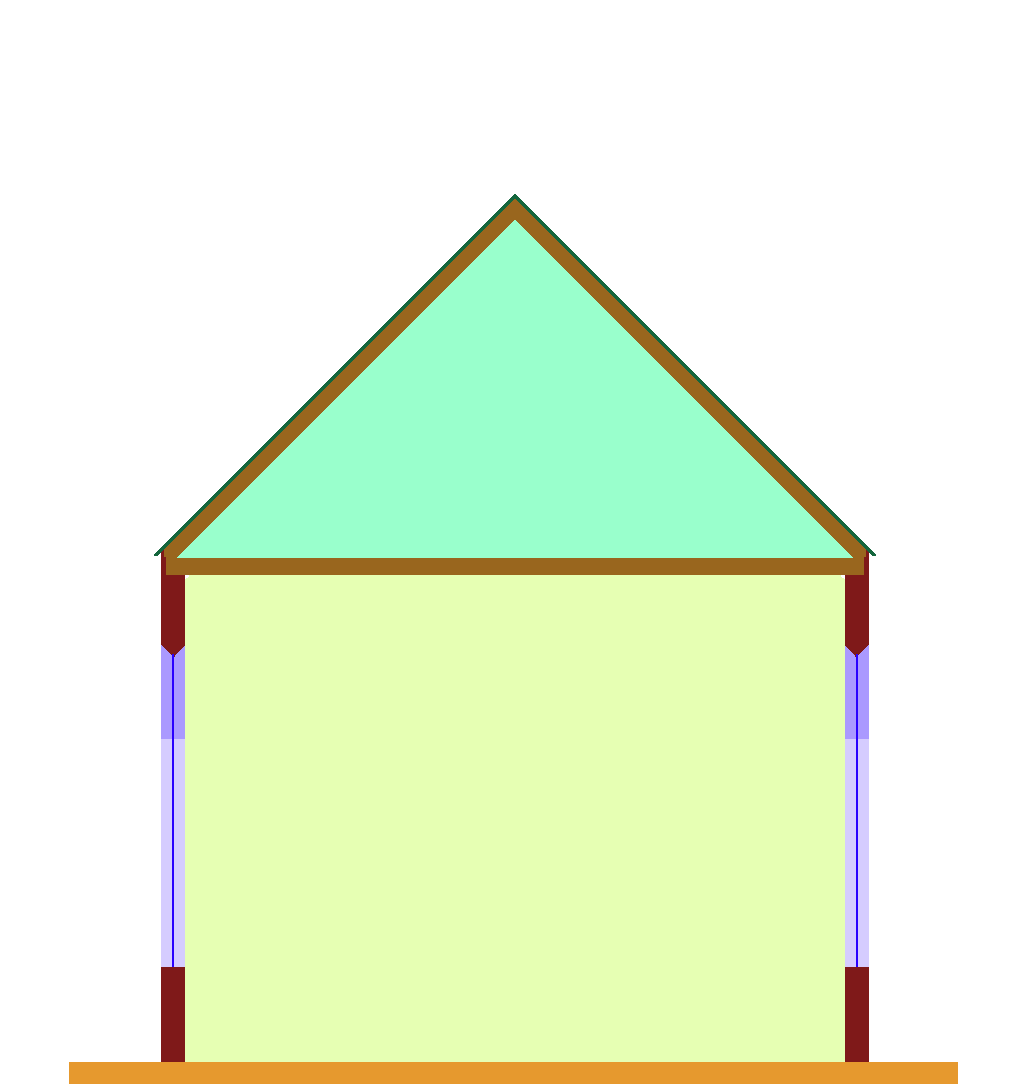
Einschiffige oder Saalkirche mit flacher Decke
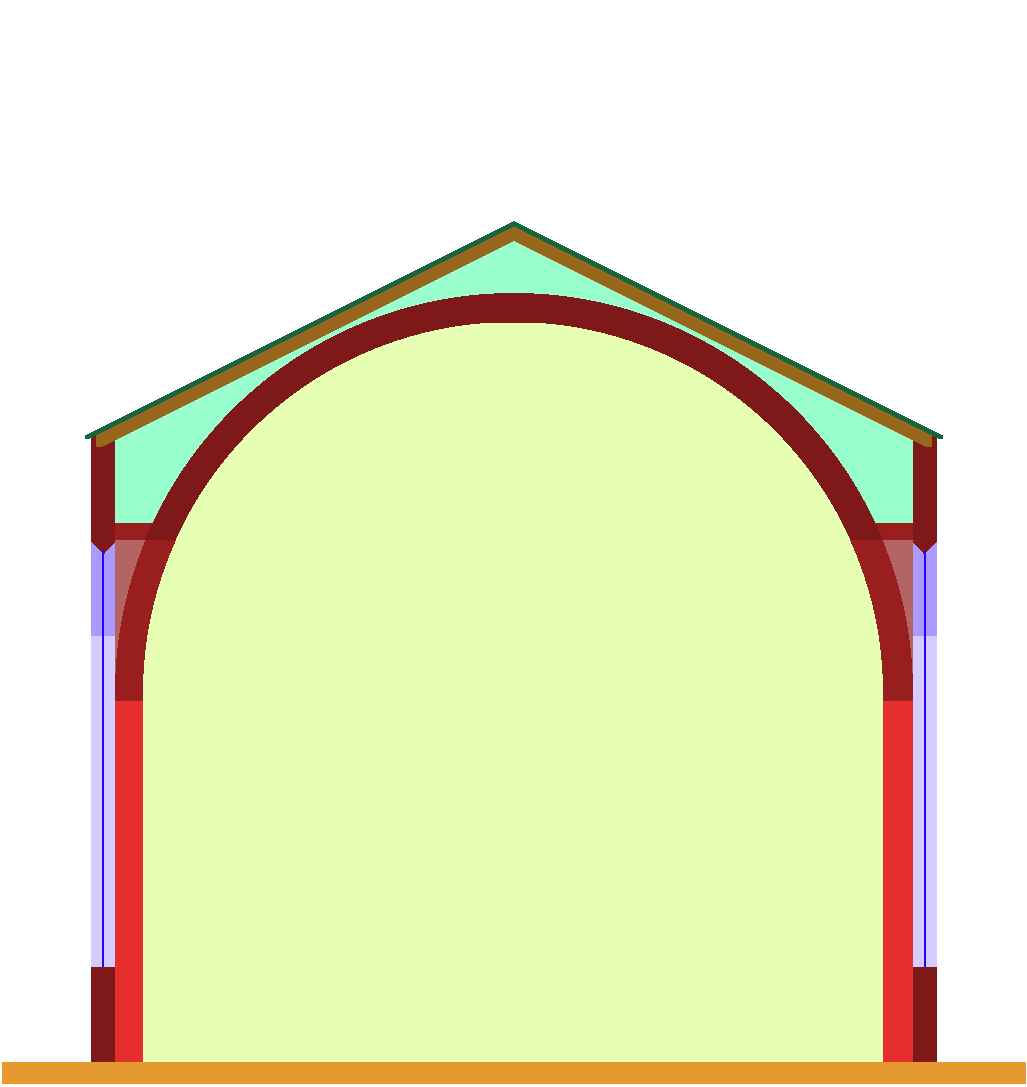
Einschiffige oder Saalkirche mit Tonnengewölbe und Wandpfeilern
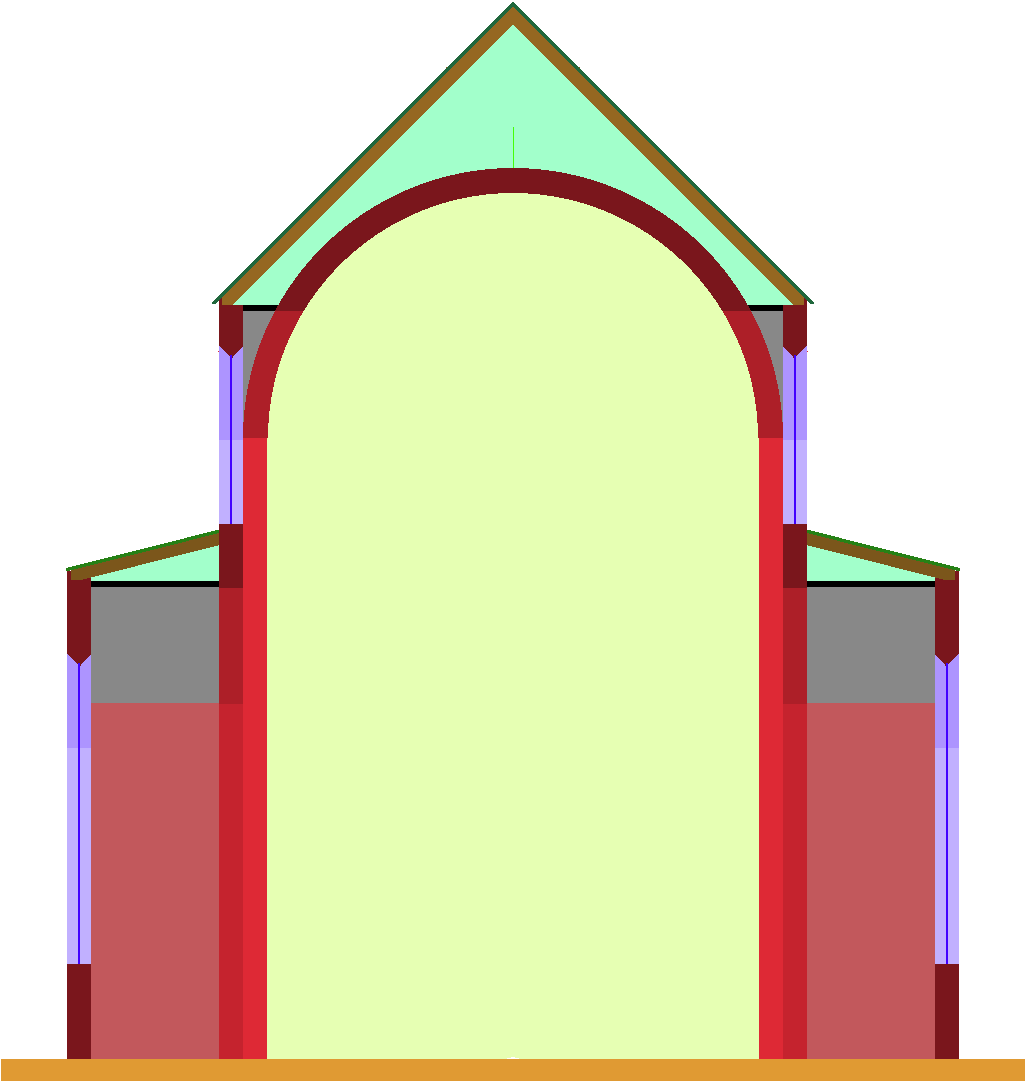
Einschiffige Kirche als Abseitensaal mit Obergaden über den seitlichen Kapellen

## Mittelschiff und Seitenschiffe
Das Mittelschiff oder auch Hauptschiff ist der mittlere Bau und in der Regel der breiteste, höchste und längste Raum der Kirche. Dieser Teil ist meist für die Teilnehmer des Gottesdienstes bestimmt. Dem Hauptschiff beigestellte, durch Säulen oder Pfeiler abgetrennte Räume werden als Seitenschiffe bzw. Nebenschiffe oder auch veraltet als Abseite bezeichnet. Alle diese Bauten zusammen werden auch Langhaus genannt. Der Chor und das Querhaus einer Kirche können ebenfalls aus mehreren Schiffen bestehen. Die Trennwände zwischen Mittelschiff und Seitenschiffen und zwischen Seitenschiffen werden Scheidewände genannt, die meist mit Arkaden aufgelöst sind.
Sofern es das Baugrundstück zulässt, ist das Langhaus normalerweise in westöstlicher Richtung erbaut und der Chor nach Osten ausgerichtet – als Sinnbild der Neuen Sonne bzw. der Auferstehung Christi. Der halbrunde Abschluss des Langhauses hinter dem Chor heißt Apsis.
Die zweite Etage über Seitenschiffen wird Empore oder Tribüne genannt.

## Querschiff

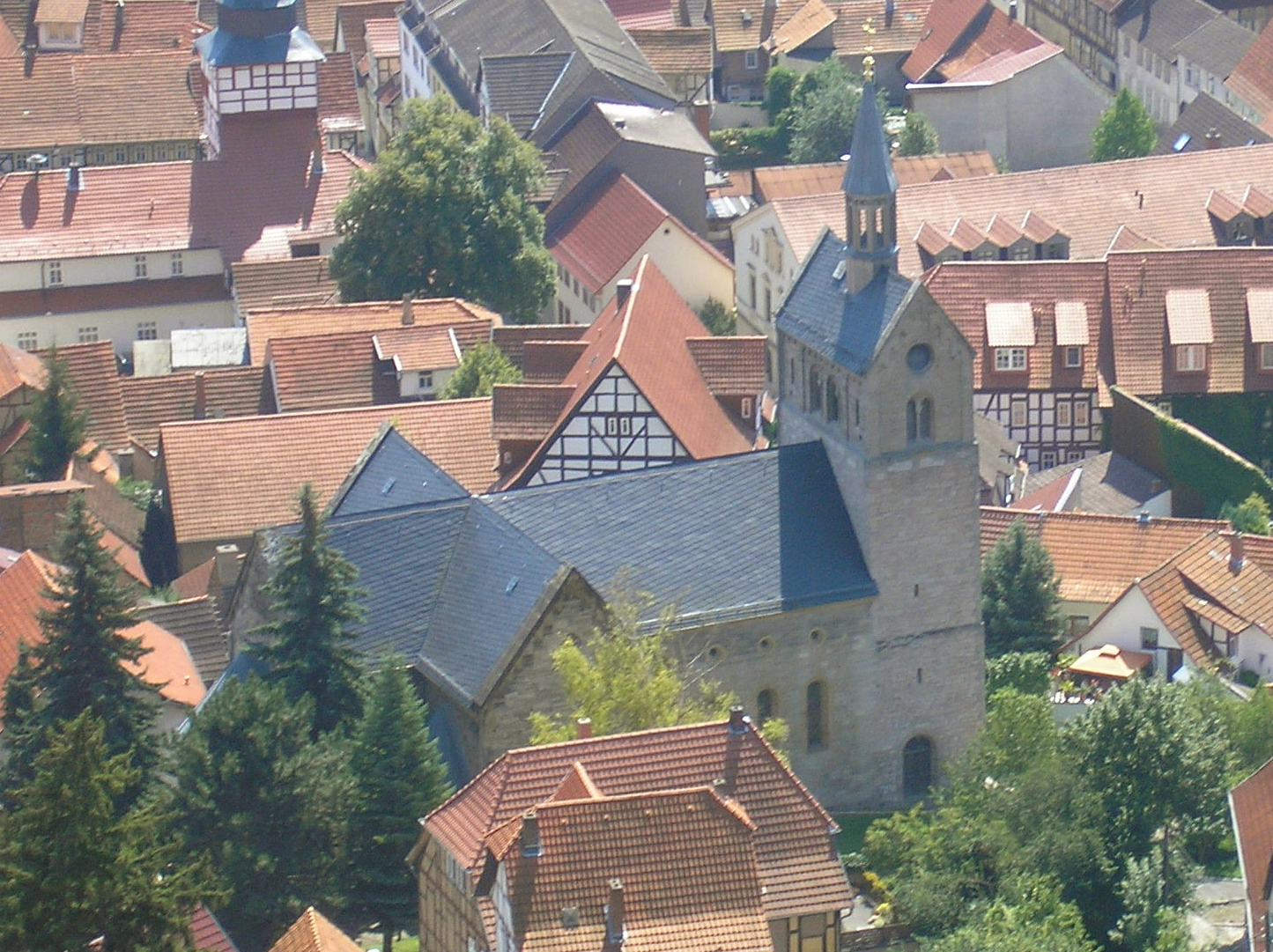
Spätromanische Stadtkirche Treffurt: Haupt- und Querschiff bilden ein Kreuz

Das Querschiff oder Querhaus (auch Transept) bezeichnet das in rechtwinkliger Position zum Langhaus verlaufende kürzere Schiff. Dieses ist meist vor dem Übergang zum Chor angelegt und bildet so im Grundriss eine Kreuzform. Seltener sind auch mehrere Querschiffe, die im Grundriss ein Kreuz mit entsprechend vielen Querbalken ergeben. An der Abteikirche von Cluny III gab es ein kleines und ein großes Querhaus, eine Anlage, die auch in der englischen Gotik oft auftritt. Westquerhäuser sind nur gelegentlich gebaut worden.
Die Stelle, an der Langhaus und Querschiff zusammentreffen, wird als Vierung bezeichnet. Im äußeren Bild der Kirche ist diese Stelle häufig durch einen Dachreiter oder einen Vierungsturm markiert. Die beiden von der Vierung abgehenden Enden des Querhauses heißen auch Querarme.
In den Basiliken der Spätantike und des frühen Mittelalters läuft das Querhaus als eigener Raumteil durch und trennt das Langhaus von der Apsis. Es entsteht keine Vierung (römisches Querhaus).

## Hochschiff
Das Hochschiff ist der basilikal hochgezogene Teil des Mittelschiffes und bezeichnet den Bereich der beiden Obergaden über den Arkaden. Die Hochschiffwand ist der Obergaden.

## Schematische Darstellung

Langhaus
Mittelschiff
Seitenschiffe
Querhaus (nördlicher Querarm, Vierung, südlicher Querarm)

## Wortherkunft

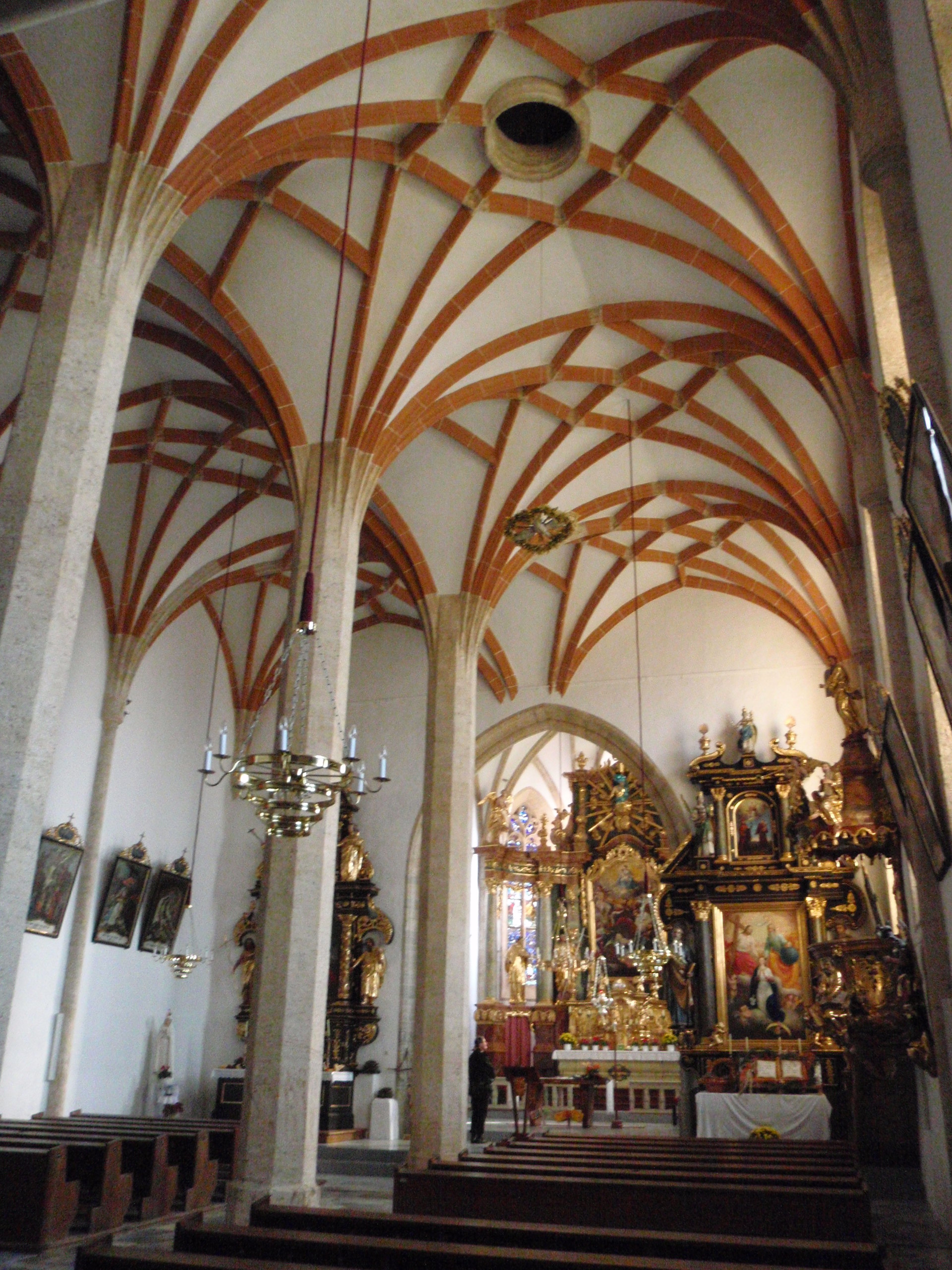
Zweischiffiger Innenraum der Pfarrkirche St. Oswald-Möderbrugg, Steiermark

Das Deutsche Wörterbuch der Brüder Grimm lässt offen, ob es sich um die Metapher Schiff (etwa im Sinn der vor dem Verderben rettenden Arche) handelt oder um die bereits frühe Übernahme von altgriechisch ναός oder νεώς (naós oder neṓs „Tempel, Tempelraum“) in das mittelalterliche Latein und seine Verwechslung mit altgriechisch ναῦς (naus „Schiff“). Jedenfalls ist die lateinische Bezeichnung navis („Schiff“) seit dem Mittelalter für den zentralen Versammlungsraum der Gläubigen in der Kirche belegt. Im klassischen Latein war die Bezeichnung eines architektonischen Raums als navis nicht üblich; allerdings tritt die Schiffsmetapher für den Staat und die Bürgergemeinschaft in der Antike öfter auf.
Im Hintergrund der Vorstellung von der Kirche als Schiff stehen zwei biblische Geschichten, zum einen die Erzählung vom wunderbaren Fischzug des Petrus (Lk 5,1–11 ), zum anderen die Geschichte vom Seewandel Jesu und dem im Wasser versinkenden Petrus (Mt 14,22–33 ).
Die zuletzt genannte biblische Erzählung wird schon von Tertullian (geb. um 160 in Karthago, gest. nach 220 ebenda) in seiner Schrift De Baptismo (Kap. 12) aufgegriffen und mit dem Begriff der Kirche zusammengebracht. In Anspielung auf die Rettung des Petrus, dessen Seewandel missglückt, bezeichnet er das Schifflein, in dem Jesus und seine Jünger auf dem See Genezareth umherfuhren, als Sinnbild der Kirche.
Vor dem Hintergrund der Verfolgungssituation in den ersten Jahrhunderten liegt diese Deutung nahe. Wie das Schiff, das Jesus und seine Jünger trägt, von den Wogen geschüttelt wird und dem Verderben ausgeliefert zu sein scheint, so ergeht es in den ersten Jahrhunderten der Kirche, die unter staatlicher Verfolgung und inneren Kämpfen immer mehr zu leiden hatte. Dabei wird unterstellt, dass bei Tertullians Deutung der Geschichte auch die Hoffnung mitschwang, es möge sich in der Zukunft auch ein dem Ausgang der biblischen Geschichte entsprechendes Ereignis einstellen. Wie sich der aufgewühlte See, dem Worte Jesu gehorchend, wieder glättet, so soll an die Stelle der Verfolgungssituation ein Friedenszustand zwischen dem römischen Staat und der Kirche treten.